# Sesecamel
Sesecamel är en ort i Mexiko.   Den ligger i kommunen Coxcatlán och delstaten San Luis Potosí, i den centrala delen av landet, 230 km norr om huvudstaden Mexico City. Sesecamel ligger 175 meter över havet och antalet invånare är 115.
Terrängen runt Sesecamel är varierad. Runt Sesecamel är det ganska tätbefolkat, med 100 invånare per kvadratkilometer. Närmaste större samhälle är Villa Terrazas, 6,4 km sydost om Sesecamel. I omgivningarna runt Sesecamel växer huvudsakligen savannskog.